# Isaac Terrazas
Isaac Terrazas García (ur. 23 czerwca 1973 w Meksyku) – piłkarz meksykański grający na pozycji środkowego lub prawego obrońcy.

## Kariera klubowa
Terrazas urodził się w stolicy kraju, Meksyku. Pierwszym jego klubem była tamtejsza Club América. W meksykańskiej Primera División zadebiutował 13 października 1991 roku w wygranym 4:3 wyjazdowym meczu z UNAM Pumas. Przez pierwsze trzy lata rozegrał tylko 7 spotkań w lidze. W 1993 roku po raz pierwszy w karierze wygrał Puchar Mistrzów CONCACAF, a w sezonie 1994/1995 został wypożyczony do CF Aguascalientes, grającego w Primera División A. W stołecznym klubie grał do końca 2000 roku i przez 8 lat rozegrał w jego barwach 135 meczów i zdobył 22 gole.
Latem 2000 roku Terrazas przeszedł z Amériki do drużyny Deportivo Irapuato. Tam spędził trzy rundy ligi meksykańskiej i na początku 2002 roku odszedł do CD Veracruz. W drużynie „Tiburones Rojos” występował do końca sezonu 2004/2005, a po nim zakończył sportową karierę w wieku 32 lat.
| Sezon   | Klub               | Kraj   | Rozgrywki          | Mecze | Bramki |
| ------- | ------------------ | ------ | ------------------ | ----- | ------ |
| 1991/92 | Club América       | Meksyk | Primera División   | 6     | 0      |
| 1992/93 | Club América       | Meksyk | Primera División   | 6     | 0      |
| 1993/94 | Club América       | Meksyk | Primera División   | 1     | 0      |
| 1994/95 | CF Aguascalientes  | Meksyk | Primera División A | 34    | 4      |
| 1995/96 | Club América       | Meksyk | Primera División   | 10    | 1      |
| 1996/97 | Club América       | Meksyk | Primera División   | 31    | 9      |
| 1997/98 | Club América       | Meksyk | Primera División   | 31    | 7      |
| 1998/99 | Club América       | Meksyk | Primera División   | 26    | 2      |
| 1999/00 | Club América       | Meksyk | Primera División   | 24    | 3      |
| 2000/01 | Deportivo Irapuato | Meksyk | Primera División   | 30    | 1      |
| 2001/02 | Deportivo Irapuato | Meksyk | Primera División   | 15    | 0      |
| 2001/02 | CD Veracruz        | Meksyk | Primera División   | 15    | 4      |
| 2002/03 | CD Veracruz        | Meksyk | Primera División   | 37    | 4      |
| 2003/04 | CD Veracruz        | Meksyk | Primera División   | 16    | 2      |
| 2004/05 | CD Veracruz        | Meksyk | Primera División   | 17    | 2      |

## Kariera reprezentacyjna
W reprezentacji Meksyku Terrazas zadebiutował 12 grudnia 1997 roku w przegranym 1:3 spotkaniu Pucharu Konfederacji 1997 z Australią. W 1998 roku został powołany przez selekcjonera Manuela Lapuente do kadry na Mistrzostwa Świata we Francji, jednak nie wystąpił w żadnym spotkaniu. W 1999 roku zajął 3. miejsce na Copa América, a także zaliczył występy w Pucharze Konfederacji 1999. W kadrze Meksyku w latach 1997–1999 rozegrał 15 meczów i zdobył 2 gole.